# Lina myr
Lina myr eller Line myr, var ett myrområde på Gotland vilket var öns sista stormyr och som dikades ut med start 1947.
Området ligger på Gotlands norra hälft cirka en mil från öns östra kust. Storleken på myrområdet under första hälften av 1900-talet uppskattades till 900–920 hektar och låg i söder på 13,1 meter över havet och i norr 10,6 meter över havet. Det var ganska rektangulärt och vilade på en kalkstensgrund. Myren omfattade två större vattensamlingar: Lina träsk (också kallad Flatmen) och Råby träsk. De utgjorde tillsammans cirka 50 hektar. Dessa båda vattensamlingar förbands genom den genomkorsande Hörsneån som efter utloppet ur myren, vid Nybro, kallas Gothemsån vilken är Gotlands största vattendrag och mynnar ut i havet vid Åminne cirka en mil söder om Slite. Vattentillströmningen till Lina myr kom främst från Källungeoset i väster med Källungeån, och från Landån i söder. Vattnet i området tillförs till största delen genom smältvatten på våren, då nederbörden på Gotland är ringa. Myren bestod förutom av lågkärrsområden närmast vattensamlingarna även av ett centralt beläget högkärrsområde som var beväxt med en frodig vass och tall-vass-savann.
1913 bildade ett torvbolag som köpte upp ungefär 500 hektar av myren, vilket gjorde en utdikning av myren ointressant. 1927 begärde dock länsstyrelsen på Gotland synesförrättning för att förrätta en full utdikning av myren.
Lina myr var ett mycket rikt växt- och fågelområde och 1940 när en rangordning av Sveriges fågelsjöar genomfördes placerades området bland de åtta förnämsta. Inventeringar på 1930- och 40-talet visade att det häckade ungefär 100 olika arter med fåglar i eller i anslutning till myren och att 57 olika arter av våtmarksfåglar återfanns regelbundet i området. Av de vanliga häckfåglarna kan nämnas gulärla, skrattmås, skedand, tofsvipa, brushane, rödbena, storspov, kornknarr, småfläckig sumphöna, törnskata, halsbandsflugsnappare, spillkråka, gök och av de regelbundet men i mindre antal häckande arterna kan nämnas svarttärna, rödspov, dvärgmås, göktyta, nattskärra och brun kärrhök.
1947–1948 genomfördes utdikningen, därefter vidtog ett intensivt uppodlingsarbete. 1949 fick man rika skördar. Efter en regnig sommar 1952 slammade avvattningskanalerna delvis igen, delar av skörden gick inte att bärga. Inför rensingsarbeten började naturvårdsintressen att göra sig gällande, och förslag framfördes om att rädda delar av myren genom en invallning av Råby träsk. Detta visade sig dock omöjligt.
Idag har flertalet häckfåglar försvunnit i takt med att våtmarken minskat. Dock häckar fortfarande exempelvis storspov och kornknarr i området.